# Линн (Швейцария)
Линн (нем. Linn) — населённый пункт в Швейцарии, входит в состав коммуны Бёцберг округа Бругг в кантоне Аргау.
Население составляет 136 человека (на 2013 год). Официальный код — 4103.
До 2012 года был самостоятельной коммуной (официальный код — 4103). С 1 января 2013 года объединён с коммунами Галленкирх, Обербёцберг и Унтербёцберг в новую коммуну Бёцберг.

## История

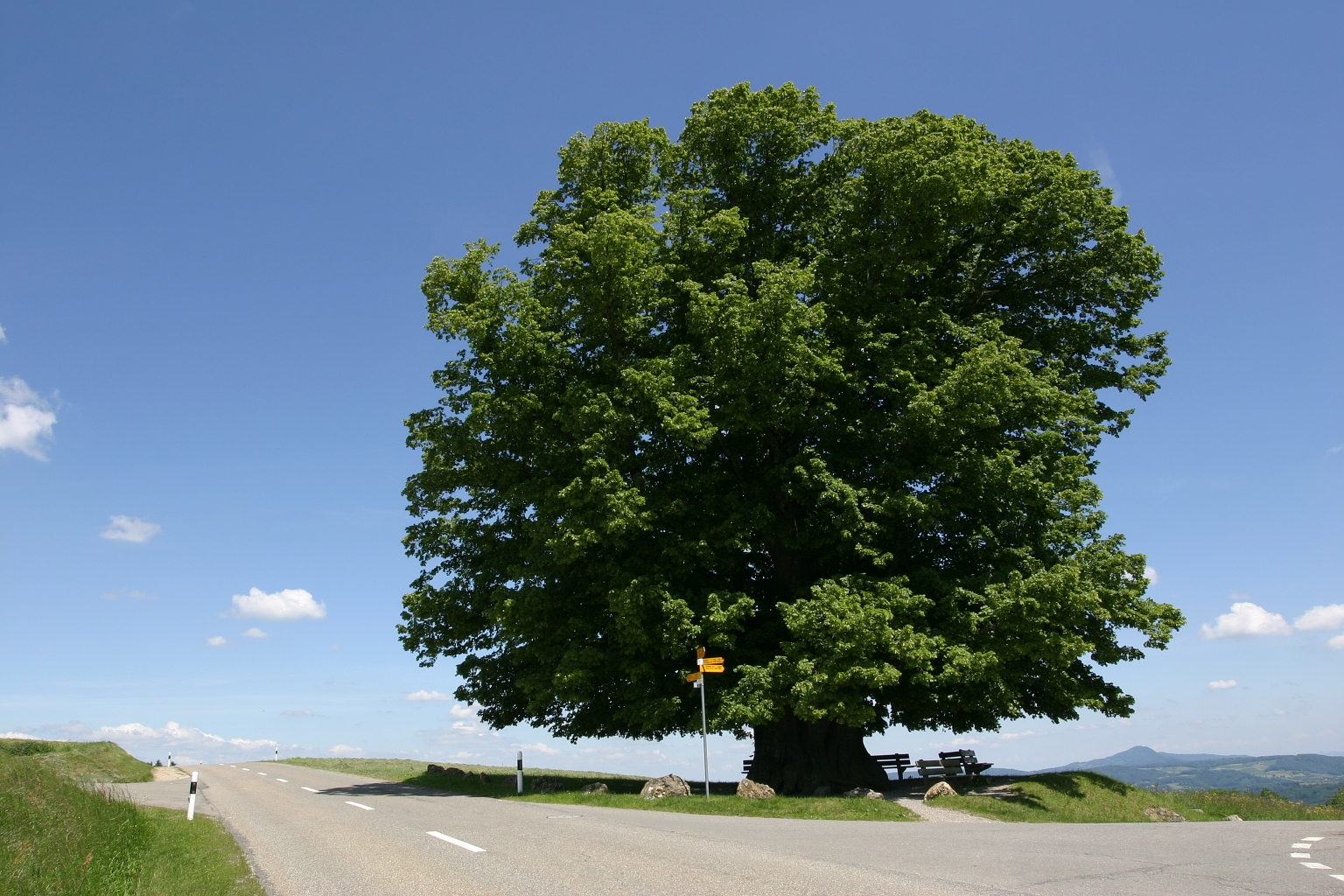
Липа в Линне

Линн впервые упоминается в 1307 году как зе Линд. Название, вероятно, связано с 500-800-летней легендарной липой, которая находится к востоку от Линна. В средние века он, возможно, принадлежал адвокатам Эльфингена. В 1460 году он был включен в состав двора Безберга в кантоне Берн.
Первоначально его жители входили в состав прихода Эльфинген-Безен, а после 1649 года — в приход Безберг. До Реформации в 1528 году в нем была часовня.
Сельское хозяйство было основным видом экономической деятельности вплоть до середины 19 века. Из-за сокращения возможностей в середине 19 века многие фермерские семьи мигрировали. К концу 20-го века насчитывалось семь ферм, в то время как большинство других работников в регионе работали в Брюгге. С 1990-х годов Линн был доступен с помощью Postauto.

## География
По состоянию на 2009 год площадь Линна составляла 2,55 км². Из этой площади 1,29 км² или 50,6 % используется в сельскохозяйственных целях, в то время как 1,13 км² или 44,3 % покрыто лесом. Из остальной части земли 0,12 км² или 4,7 % заселены (здания или дороги). Из застроенной территории жилье и здания составили 3,1 %, а транспортная инфраструктура — 1,6 %. 42,4 % общей площади земли покрыто густыми лесами, а 2,0 % покрыто фруктовыми садами или небольшими группами деревьев. Из сельскохозяйственных угодий 23,1 % используется для выращивания сельскохозяйственных культур и 25,5 % — пастбища, в то время как 2,0 % используется для садов или виноградников.

## Демография
Население Линна (по состоянию на 2013 год) составляло 136 человек. По состоянию на июнь 2009 года 8,8 % населения составляют иностранные граждане. За последние 10 лет (1997—2007) численность населения изменилась на 29,1 %. Большая часть населения (по состоянию на 2000 год) говорит на немецком языке (96,4 %), при этом французский язык является вторым по распространенности (2,7 %), а голландский — третьим (0,9 %). Распределение по возрасту, по состоянию на 2008 год, в Линне составляет: 14 детей или 10,1 % населения в возрасте от 0 до 9 лет и 17 подростков или 12,3 % в возрасте от 10 до 19 лет. Из взрослого населения 10 человек или 7,2 % населения составляют люди в возрасте от 20 до 29 лет. 15 человек или 10,9 % находятся в возрасте от 30 до 39 лет, 37 человек или 26,8 % — в возрасте от 40 до 49 лет, а 23 человека или 16,7 % — в возрасте от 50 до 59 лет. Распределение населения старшего возраста составляет 13 человек или 9,4 % населения в возрасте от 60 до 69 лет, 5 человек или 3,6 % в возрасте от 70 до 79 лет, есть 4 человека или 2,9 % в возрасте от 80 до 89 лет.
По состоянию на 2007 год уровень безработицы в Линне составлял 1,62 %.